# Гоуинг, Лоуренс
Сэр Лоуренс Барнетт Гоуинг (англ. Sir Lawrence Burnett Gowing; 21 апреля 1918, Лондон — 5 февраля 1991, Лондон) — английский художник, писатель, историк искусств и педагог.

## Жизнь и творчество
После окончания средней школы и колледжа Л. Гоуинг с 1938 года изучал живопись школе Юстон-роуд (Euston Road School), где познакомился с художником Уильямом Колдстримом. В 1937 году он создал своё первое, имевшее успех полотно — «Мейр-стрит, Хокни». Первоначально писал преимущественно пейзажи в импрессионистском стиле, позднее посвятил себя жанру портрета. Л. Гоуинг является автором ряда портретов выдающихся британских политиков и учёных — Клемента Эттли, лорда Галифакса, Эдгара Эдриана. Работы кисти художника можно увидеть в галерее «Тейт», в лондонской Национальной портретной галерее, в Британском музее.
В 1948 году Л. Гоуинг стал профессором изобразительных искусств Даремского университета, где работал до 1958 года. В 1958 году он был избран ректором Колледжа искусств и дизайна Челси, и занимал эту должность до 1965 года. В 1967—1975 годах Л. Гоуинг — профессор Лидского университета, с 1975 и до ухода на пенсию в 1985 — профессор Школы изящных искусств Слейда при Лондонском университете. В 1960-е годы Л. Гоуинг приехал в США, где стал профессором при вашингтонской Национальной галерее. Организатор крупных выставок произведений Тёрнера в нью-йоркском Музее современного искусства в 1966 году, Матисса — в 1966 году в Нью-Йорке и в 1968 году в Лондоне, а также Сезанна. Последнюю он презентовал в Королевской академии, парижском музее Орсе и Национальной галерее искусств.
Во время Второй мировой войны Л. Гоуинг занимал весьма непопулярную в то время в Великобритании позицию пацифиста. В 1978 году художник был избран членом-корреспондентом Королевской академии художеств, её почётным членом — в 1985 году. В 1982 году он был посвящён в рыцари королевой Елизаветой II, в 1985 году стал рыцарем французского ордена Искусств и литературы.
Первым браком Гоуинг был женат на члене группы Блумсбери, писательнице и модели Джулии Стрейчи. Скончался вследствие инфаркта миокарда.

## Сочинения
Л. Гоуинг является автором ряда биографических монографий по истории искусств:
- Ренуар. 1947.
- Вермеер. 1952.
- Джон Констебль. 1961.
- Гойя. 1965.
- Матисс. 1979. немецкое издание: Lichtenberg, München 1997, ISBN 3-7852-8406-3.
- Люсьен Фрейд. 1982,

а также по творчеству Уильяма Хогарта, Сезанна и др.
Художник был также соавтором художественной энциклопедии:
- Germain Bazin, Horst Gerson, Lawrence Gowing u.a. (изд.): Kindlers Malereilexikon. Bd. 1-6. — Zürich: Kindler, 1964—1971.